# Celerena waigeuensis
Celerena waigeuensis är en fjärilsart som beskrevs av James John Joicey och Talbot 1917. Celerena waigeuensis ingår i släktet Celerena och familjen mätare. Inga underarter finns listade i Catalogue of Life.